# ارنی گلدتورپ
ارنی گلدتورپ (انگلیسی: Ernie Goldthorpe; ۸ ژوئن ۱۸۹۸ – ۵ نوامبر ۱۹۲۹) بازیکن فوتبال اهل بریتانیا بود.
از باشگاه‌هایی که در آن بازی کرده‌است می‌توان به باشگاه فوتبال لیدز یونایتد، باشگاه فوتبال روترهام یونایتد، باشگاه فوتبال تاتنهام هاتسپر، باشگاه فوتبال منچستر یونایتد، و باشگاه فوتبال برادفورد سیتی اشاره کرد.